# Каневецькі
Каневецькі, також Канівецькі (пол. Kaniewiecki, рос. Каневецкие) — дворянський рід.

## Походження
Засновником роду був отаман переяславської полкової сотні Василь Каневецький. Його син — Стефан Каневецький був канцеляристом та ямпільським сотником. 
Нащадки роду в 1785 р. отримали дворянство у зв'язку з Жалуваною грамотою дворянству, та були внесені в І частину дворянських книг Полтавської та Чернігівської губерній.

## Опис герба
У червоному полі біла пов'язка, що утворює кінцями своїми Андріївський хрест; над шоломом видно два оленячих роги, між якими стоїть дівчина з пов'язкою на голові.